# Qu’est-ce que le spiritisme ?

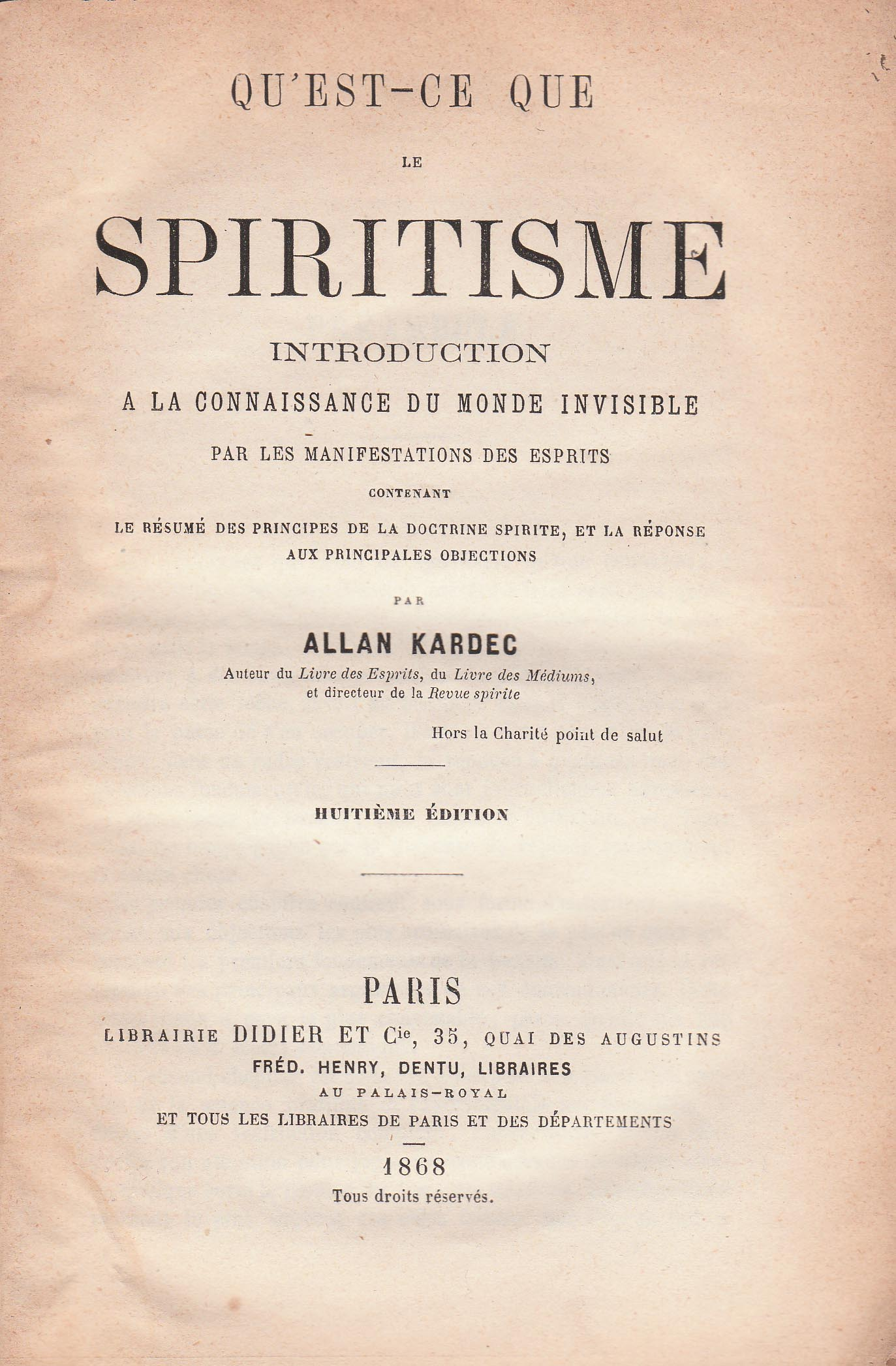
Page de garde de Qu'est-ce que le spiritisme ?, édition de 1868.

Qu’est-ce-que le spiritisme est un ouvrage d’Allan Kardec paru en France en 1859 et régulièrement réédité depuis. Ce livre contient un résumé des principes de la doctrine spirite et les réponses aux principales objections.

## Histoire du livre
En 1857, Allan Kardec avait codifié une nouvelle doctrine issue de messages que des médiums affirmaient avoir reçus. Cette philosophie, baptisée « spiritisme », fut exposée dans Le Livre des Esprits qui connut un succès mondial. La popularité du spiritisme au XIXe siècle s’accompagna de nombreuses critiques. Dans le but de répondre à ses détracteurs, Kardec publia « Qu’est-ce que le spiritisme ».

## Contenu du livre

### Petites conférences spirites
- Premier entretien : le critique.
- Deuxième entretien : le sceptique.

Spiritisme et spiritualisme – Dissidence - Phénomènes spirites simulés - Impuissance des détracteurs - Le merveilleux et le surnaturel – Opposition de la science – Fausses explication des phénomènes – Les incrédules ne peuvent voir pour se convaincre – Origine des idées spirites modernes – Moyens de communication – Les médiums intéressés – Les médiums et les sorciers – Diversité dans les Esprits – Utilité pratique des manifestations – Folie, suicide, obsession – Oubli du passé – Éléments de conviction – Société spirite de Paris – Interdiction du spiritisme.
- Troisième entretien : Le prêtre.

Objections au nom de la religion.

### Notions élémentaires de spiritisme
Observations préliminaires – Des Esprits – Communication avec le monde invisible – But providentiel des manifestations spirites – Des médiums – Écueils des médiums – Qualité des médiums – Charlatanisme – Identité des Esprits – Contradictions – Conséquences du spiritisme.

### Solutions de quelques problèmes par la doctrine spirite
Pluralité des mondes – L’homme pendant la vie terrestre – L’homme après la mort.